# Cadillac

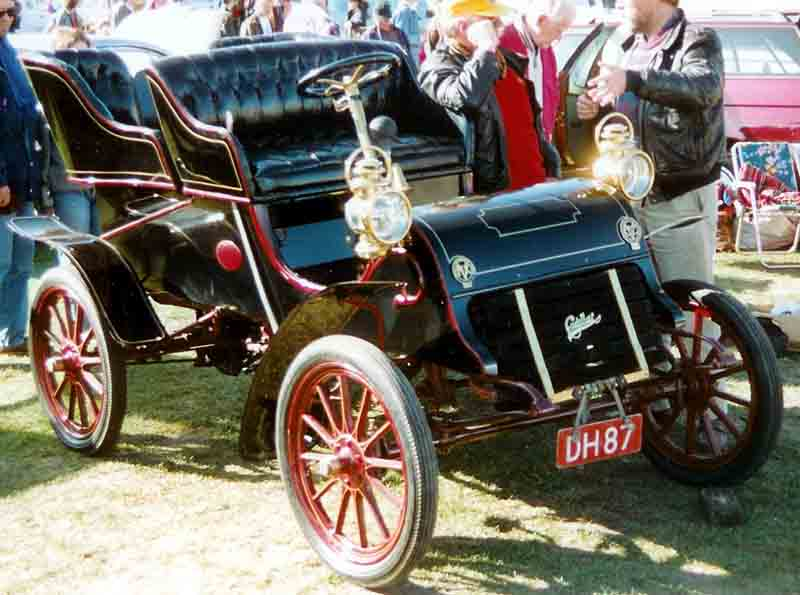
Cadillac Model A Tonneau 1903

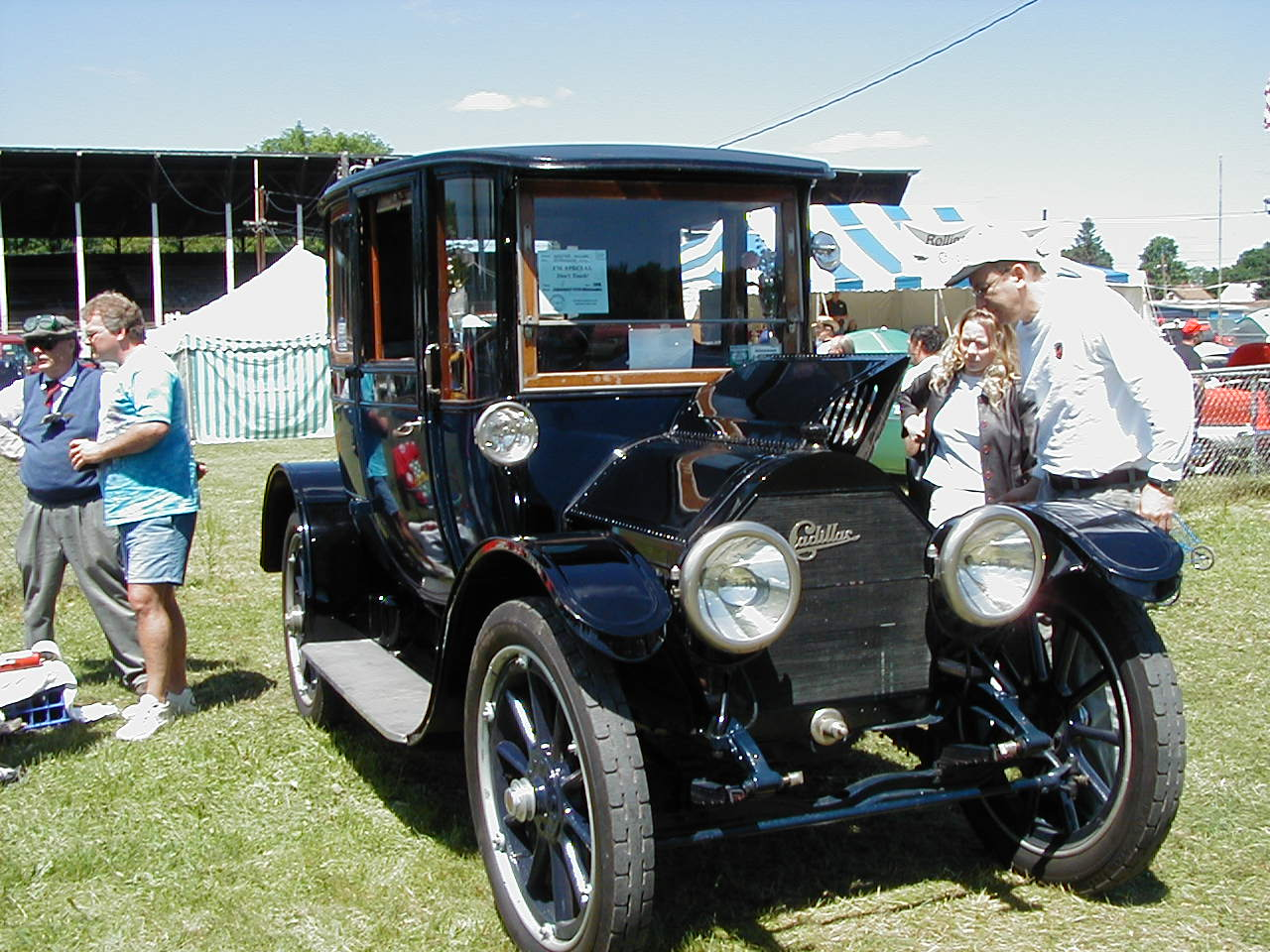
Cadillac 1917

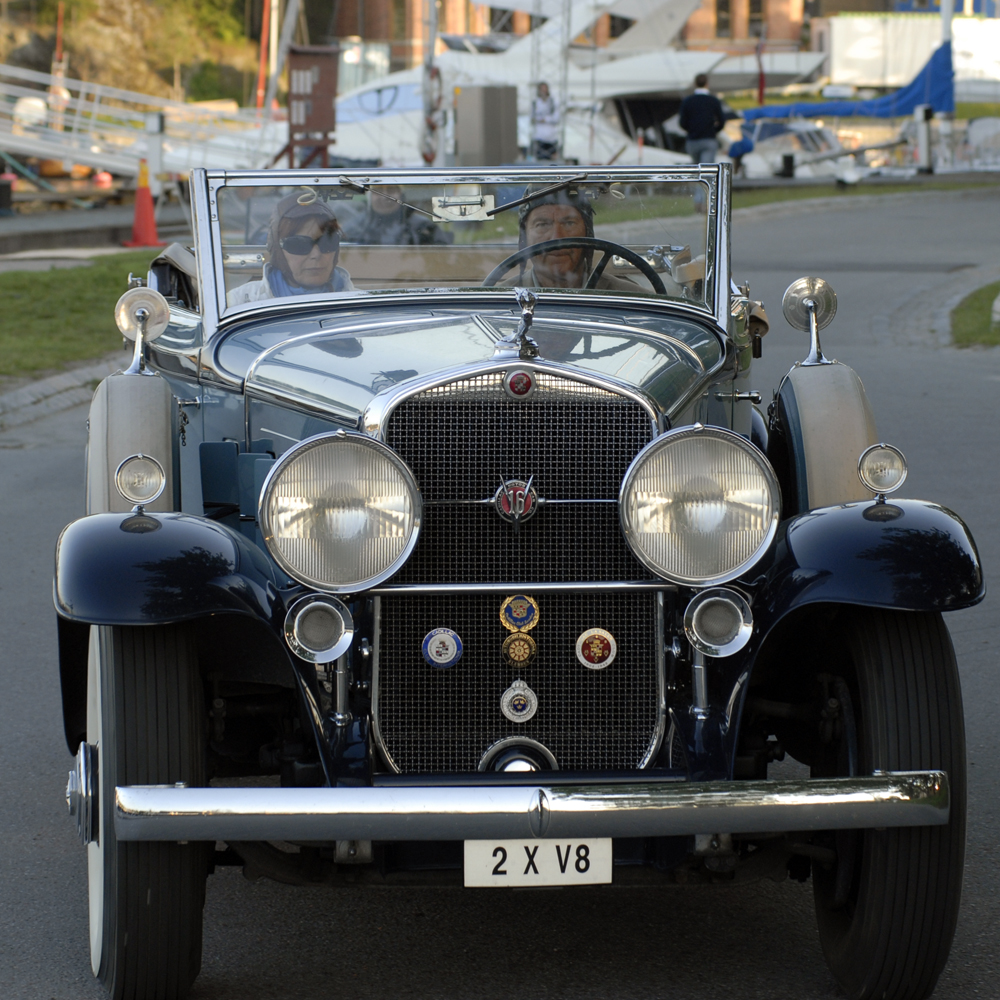
Cadillac V16 i Stockholm 2009

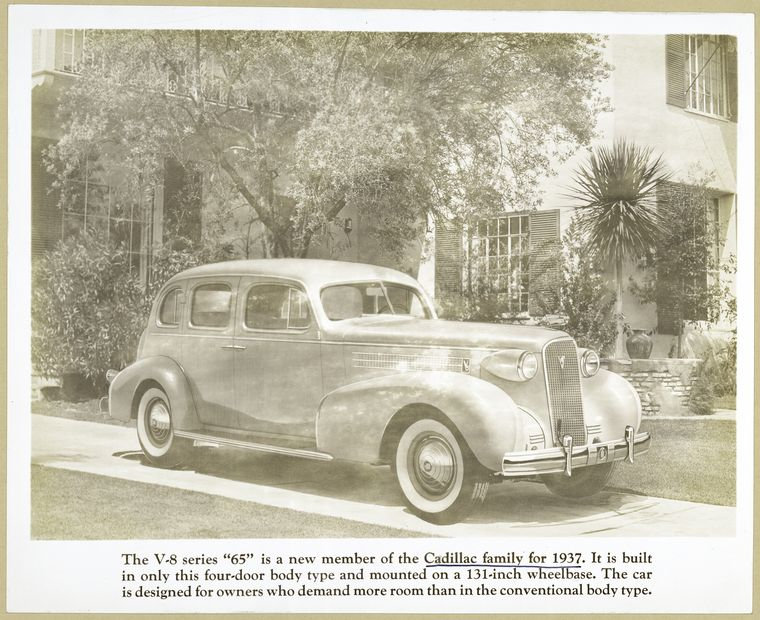
Cadillac Series 65 1938

Cadillac, etablerat 1903 och uppkallat efter den franske upptäcktsresanden Antoine Laumet de La Mothe, sieur de Cadillac, mannen som 1701 grundlade Fort Detroit, är ett amerikanskt bilmärke, som sedan 1909 ingår i General Motors.

## De första åren
Den första bilen stod klar i oktober 1902, med en encylindrig motor på 10 hästkrafter konstruerad av Henry M. Leland. Bilen baserades på en design av Henry Ford, som varit involverad i konstruktionsarbetet innan han startade Ford Motor Company. Den första Cadillacen var därför näst intill identisk med 1903 års A-Ford.
Henry Leland styrde tillverkningen av bilarna med fast hand. Kvalitet och precision var ledstjärnan vid tillverkningen. För att nå detta mål, köptes den första kombinationsmåttsatsen i USA från mannen som kommit att kallas måttens mästare, svensken Carl Edvard Johansson från Eskilstuna. Med måttsatsen som främsta hjälpmedel höjdes kvaliteten avsevärt. Cadillac var från och med 1908 års modell standardiserad, vilket innebar att alla delar höll samma mått och att dessa inte behövde passas in för varje enskild bil. Cadillac börjar använda sloganen Standard of the World i sin marknadsföring.

## Bildgalleri

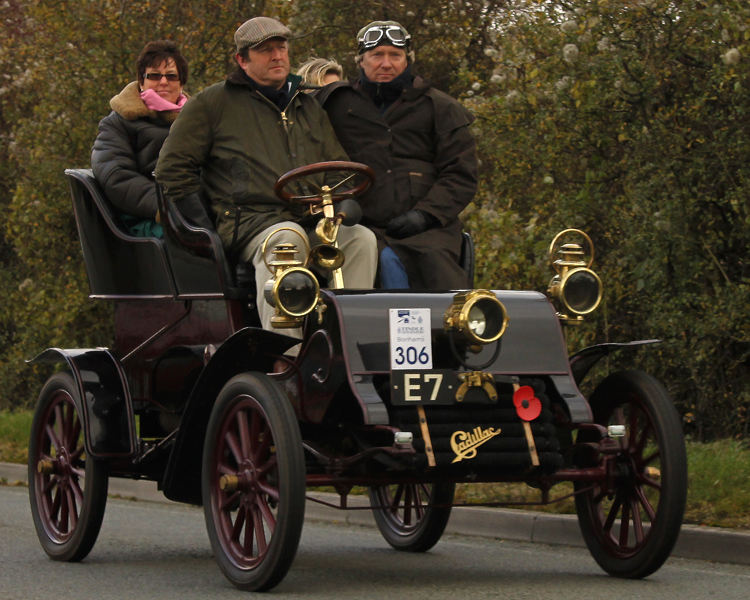
Cadillac 6 1/2HP Tonneau 1903
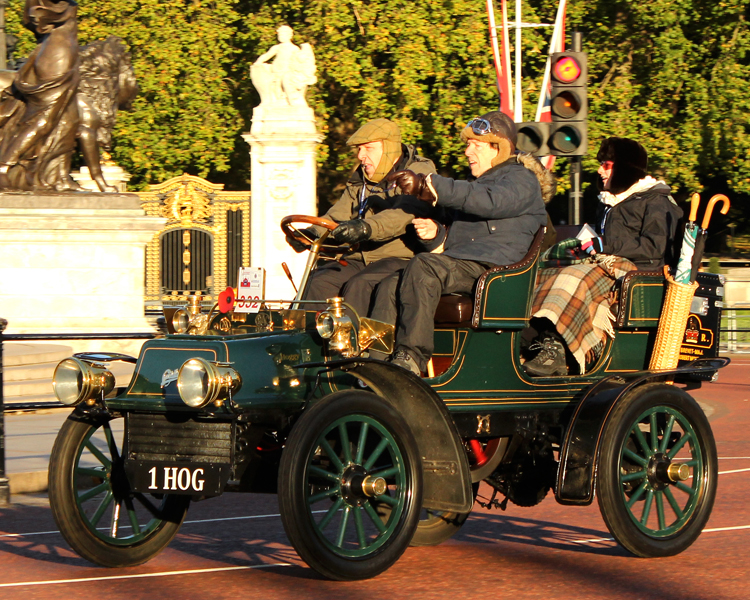
Cadillac 8 1/4HP Surrey 1904
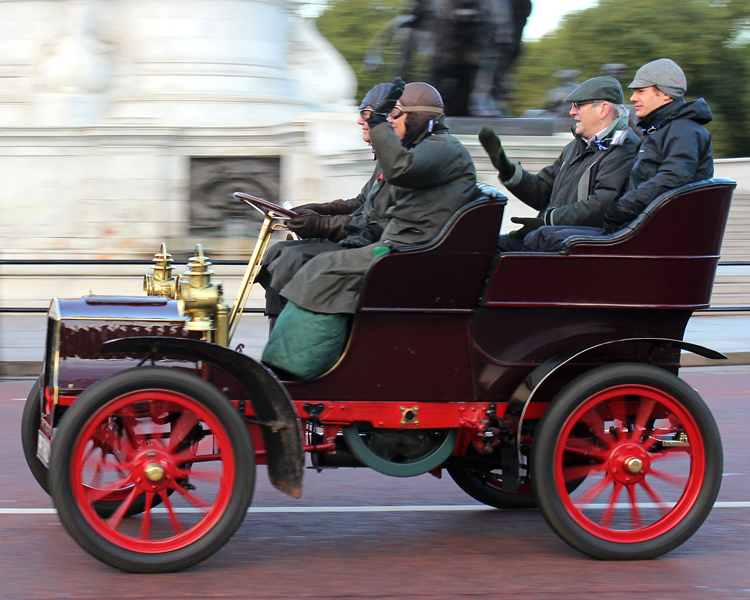
Cadillac 10HP Tonneau 1904
Cadillac 6 1/2HP Rear-entrance tonneau 1904
Cadillac 8 1/4HP Detachable-top limousine 1904
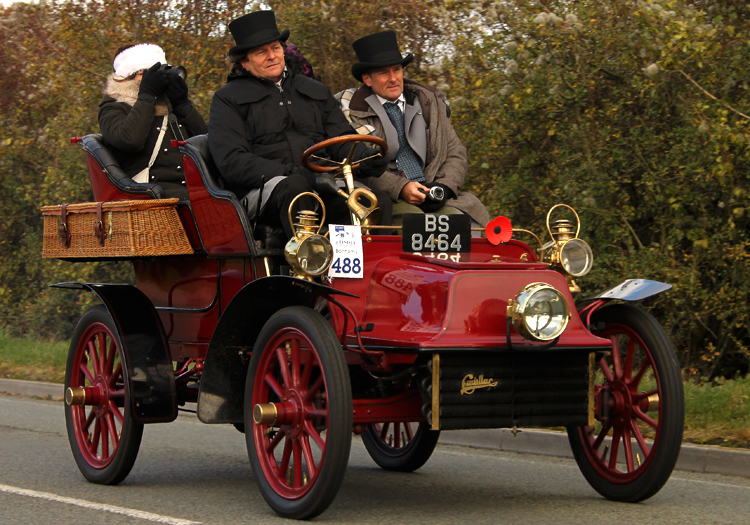
Cadillac 8 1/4HP Tonneau 1904
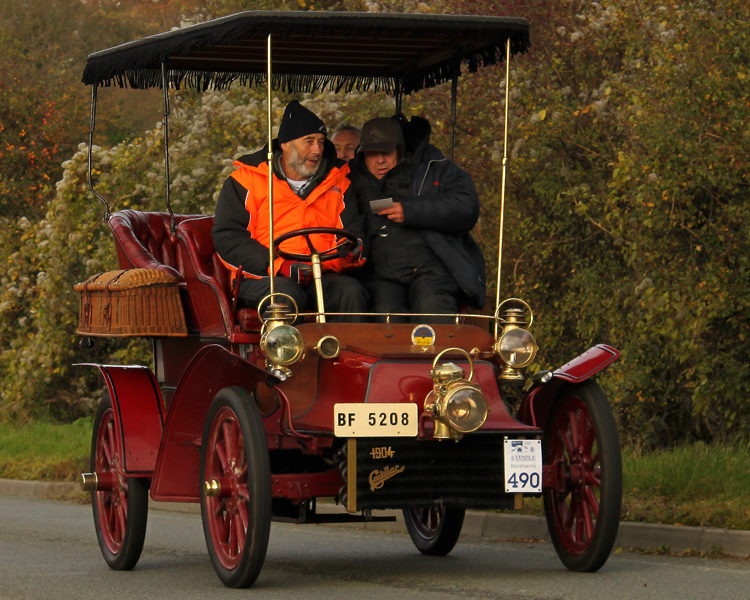
Cadillac 8 1/4HP Tonneau 1904
Cadillac 8 1/2HP Tonneau 1904
Cadillac 10HP Tonneau 1904
Cadillac 9HP Limousine

## Cadillac före andra världskriget
Cadillac köptes 1909 av General Motors och märkets marknadsinriktning ändrades då radikalt. Från att ha varit en av T-Fordens främsta konkurrenter om de stora massornas intresse, tog man nu steget in i lyxbilssegmentet. En våg av tekniskt nytänkande och komforthöjande innovationer tog sin början.
- 1910 kunde man som första biltillverkare erbjuda täckta vagnar. Alla tidigare bilar hade varit öppna.
- 1911 blev man den första tillverkaren som kunde saluföra elektrisk startmotor.
- 1915 presenterade man den första masstillverkade V8-motorn.
- 1926 introducerades det splittersäkra säkerhetsglaset i bilens fönster.
- 1928 var man först i världen att erbjuda kunderna en synkroniserad manuell växellåda med från varandra separerade växellägen.
- 1926 anställdes en ny bildesigner, Harley Earl, som snart började skissa på en mindre bil, nämligen LaSalle, som fick sitt namn från en annan fransk upptäcktsresande, René Robert Cavelier, Sieur de La Salle. Tillverkningen av detta bilmärke fortsatte fram till 1940.

Mellankrigstidens Cadillacs konkurrerade med framgång i den nedre delen av lyxbilssegmentet, som toppades av märken som Pierce-Arrow och Duesenberg. Under 1930-talet kunde man erbjuda bilar med V12- och V16-motorer. Dessa motorer blev omtalade för att de, samtidigt som de levererade hög effekt, hade en sammetslen motorgång och var, med den tidens mått, väldigt tysta.
År 1932 var Cadillac nära konkurs. Företagets ekonomi led svårt efter rekordlåg försäljning och anklagelser om diskriminering av svarta köpare i USA. Krisen var så svår att man diskuterade nedläggning. Vid ett ödesdigert styrelsemöte förespråkade Cadillacs styrelseordförande Nicholas Dreystadt att man skulle profilera sin marknadsföring mot svarta kunder. General Motors styrelse gav honom 18 månader att visa resultat. År 1934 gick Cadillac åter med vinst. År 1940 hade man ökat försäljningen med 1000 % jämfört med 1934. Detta räddade Cadillac från nedläggning.
I och med anfallet mot Pearl Harbor drogs USA in i andra världskriget och tillverkningen av civila bilar upphörde till förmån för produktion av krigsmateriel.

## Cadillac efter andra världskriget

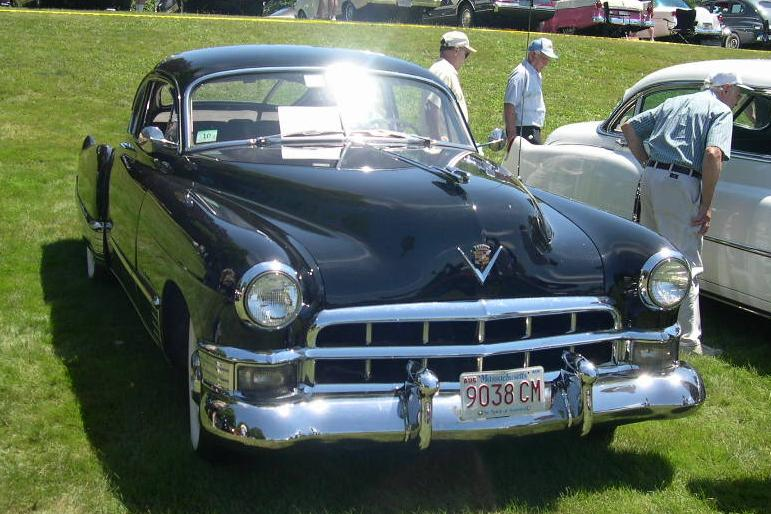
Cadillac Series 61 Coupe 1949

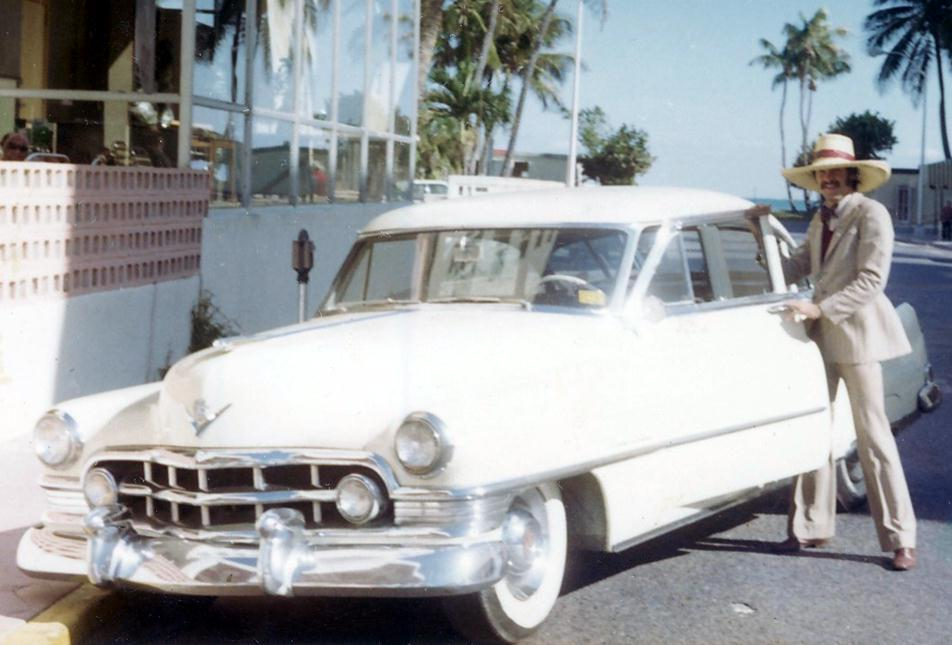
Cadillac Euphemia 1950, fotograferad 1974 i Miami Beach, Florida

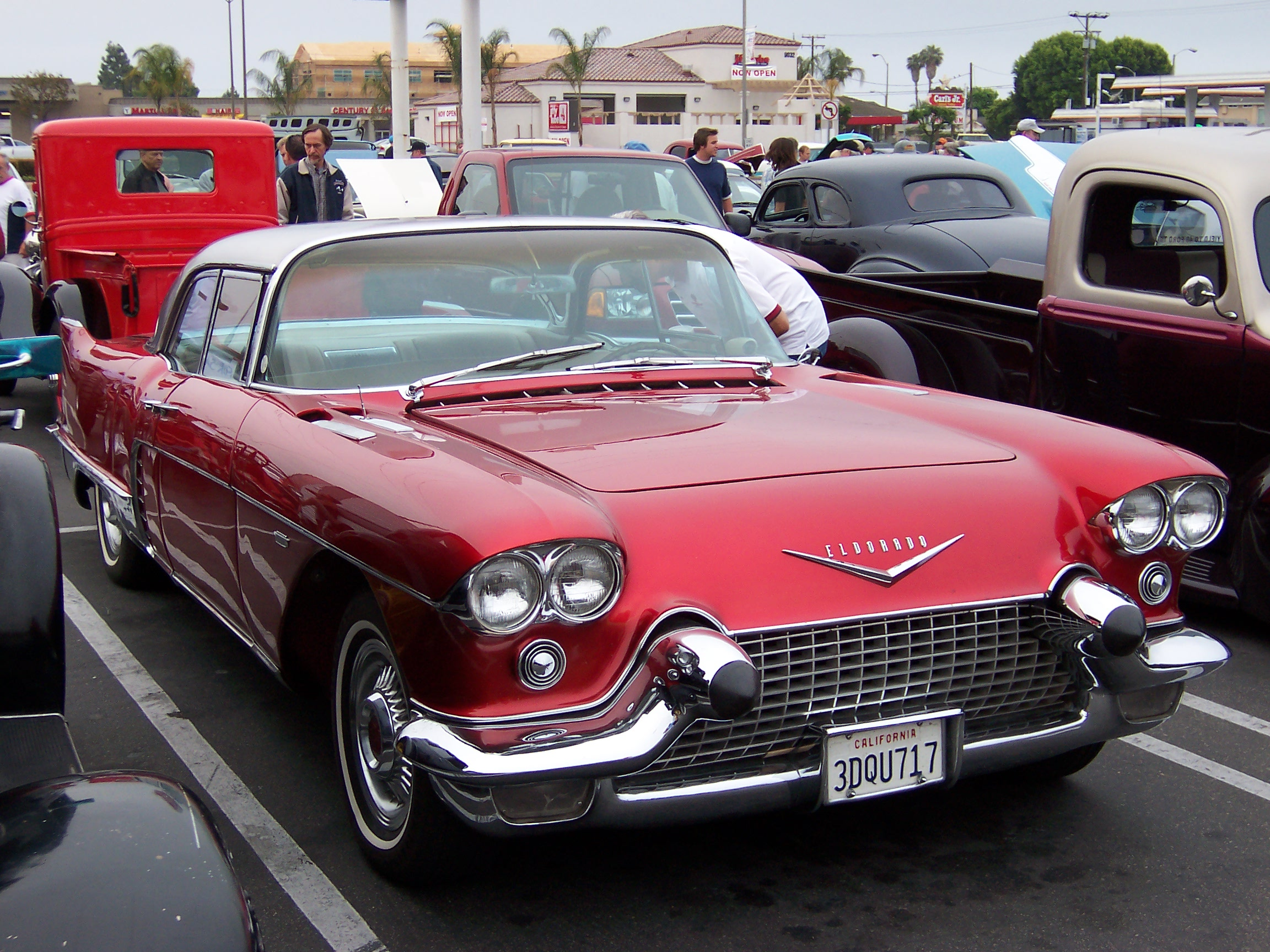
Cadillac Eldorado Brougham 1957

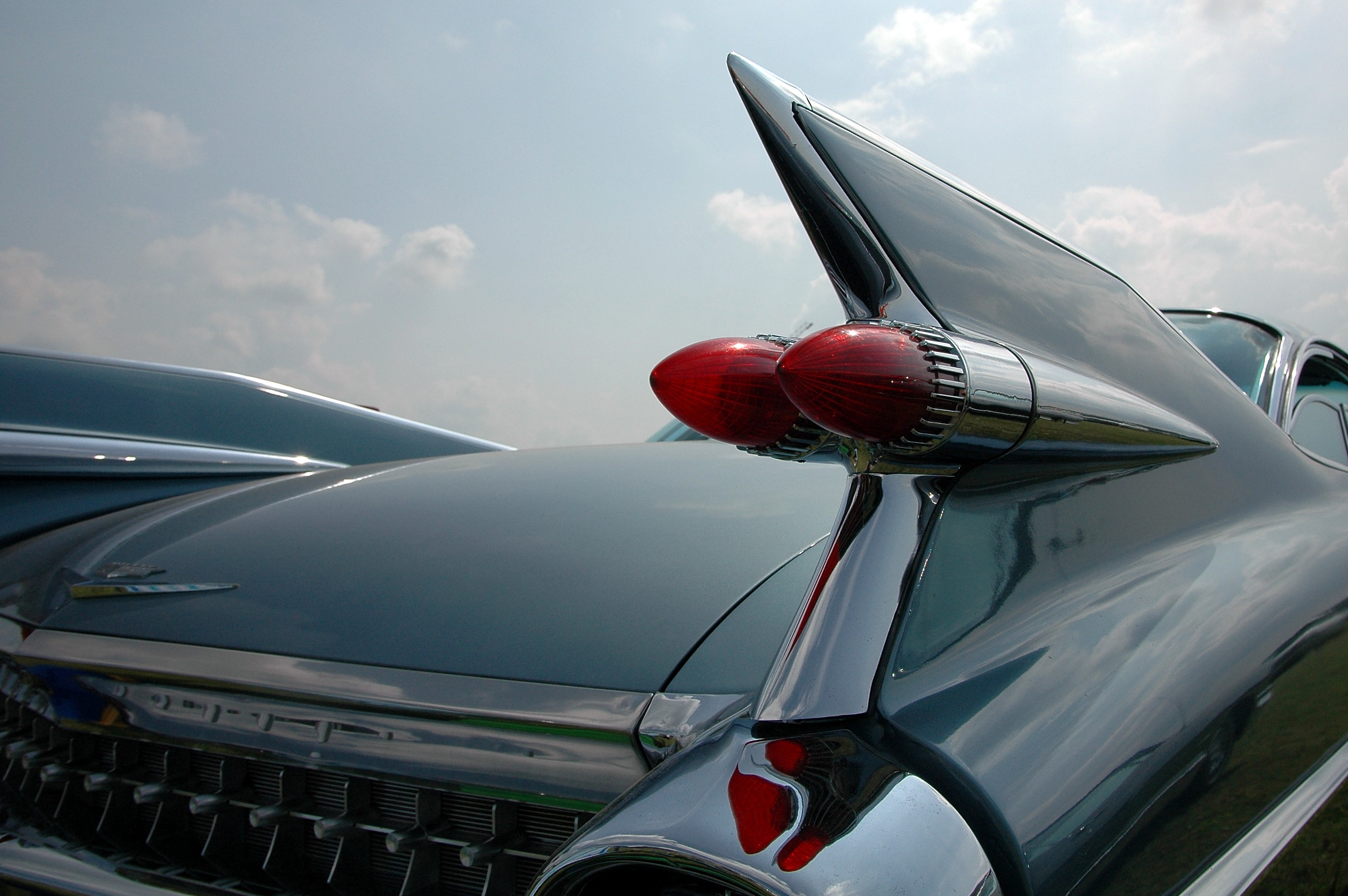
Fenan och de raketinspirerade bakljusen på en Cadillac Series 62 Coupe 1959

Liksom de övriga amerikanska biltillverkarna, togs Cadillac på sängen av krigsslutet 1945. De bilar som presenterades som 1946 års modell var hastigt uppsnofsade 42:or. Alla de amerikanska tillverkarna ryckte dock upp sig i och med 1949 års moderniserade vagnar, som av en slump införde allihop pontonkarossen samtidigt. Dessutom kunde Cadillac tillsammans med General Motors-kollegan Oldsmobile, som första tillverkare i världen erbjuda kunderna en V8 med toppventilsteknik,en motor som bland vissa anses som starten på hästkraftskriget. Året före, 1948, hade Cadillac infört en designtrend som skulle försvinna först 15 år senare, nämligen fenorna på bakskärmarna, inspirerade av stridsflygplanet Lockheed P-38 Lightning. Fenorna var ett påfund av Harley Earl, som nu stigit i graderna till chefsdesigner. Under hela 1950-talet kom bilarna år för år att bli allt längre, bredare och lägre samtidigt som motoreffekten ökade. Denna trend gällde inte bara Cadillac, utan var genomgående för alla amerikanska tillverkare.
År 1953 introducerades Cadillac Eldorado, som kom att bli norm för den amerikanska lyxbilen. Det första året tillverkades Eldoradon i en begränsad serie på blott 532 exemplar, samtliga i öppet utförande till priset av 7 750 dollar,vilket var nästan dubbelt så mycket som en CoupeDeVille cab. Dessa bilar är i dag enormt eftertraktde bland bilsamlare, och betingar numera ett värde på flera miljoner kronor. År 1954 var modellen en egen modellserie med ett pris på nästan 2 000 dollar mindre. Till 1956 års modell beslöts att det skulle tillverkas en öppen modell och en hardtop. För att skilja på de båda gavs den öppna vagnen beteckningen Biarritz och den täckta Seville. De främsta konkurrenterna på den amerikanska marknaden var nu det Fordägda märket Lincoln samt Chrysler. Under resten av 1950-talet kom Cadillac att bli en symbol för den amerikanska drömmen. På 1959 års Cadillacs kulminerade designtrenden med fenor och märkets bilar hade en formgivning som alltjämt anses vara en av bilvärldens mest extrema. Av samtiden ansågs den snudd på vulgär i USA men den har med tiden kommit att bli enormt uppskattad bland bilentusiaster.
I och med 1960-talets intåg försvann fenorna och bilarna fick en kantigare formgivning, men var fortfarande väldigt stora och erbjöd kraftfulla motorer samt hög komfort. Mot slutet av årtiondet påbörjade man en försiktig övergång till framhjulsdrift, och en bit in på 1970-talet blev bilarna mindre i formatet samtidigt som motoreffekten sjönk betänkligt. Detta var ett resultat av oljekrisen 1973 och de allt strängare miljökraven. Under 1990-talet började Cadillac arbeta på att förändra sin image, då man ansåg att en profilering mot yngre köpare var nödvändig. Flera sportiga modeller och SUV-bilar togs fram.
Den 6 februari 2006 rullade det första serietillverkade exemplaret av Cadillac BLS ut från Saabs monteringsfabrik i Trollhättan och 1 oktober 2007 lämnade den första serietillverkade Cadillac BLS-kombin Saab-linan. I samband med General Motors kris under våren 2009 meddelades det att Cadillac kommer lämna den europeiska marknaden. På Internationella bilsalongen i Genève 2010 presenterades dock nya modeller, och GM ska nu göra ett nytt försök att etablera sig på den europeiska marknaden.

## Motorsport

### Indy Pace Car
Cadillac har vid tre tillfällen, 1931, 1973 och 1992, haft det prestigefyllda uppdraget att vara pace car vid motortävlingen Indianapolis 500.

## Cadillac i musiken

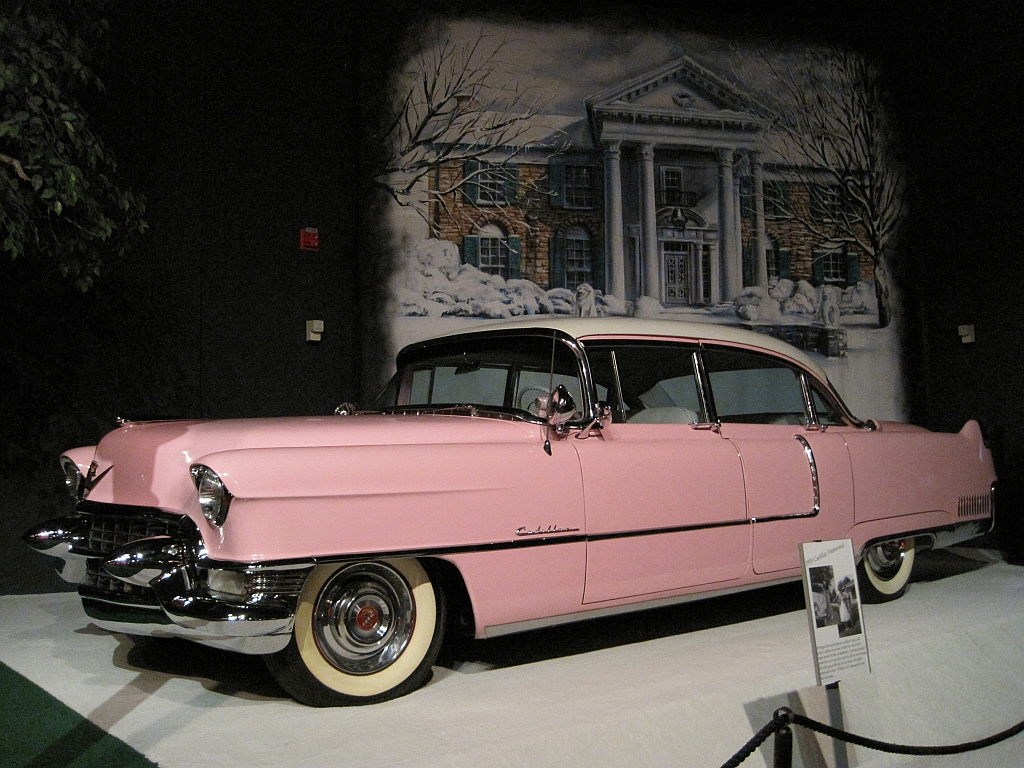
Elvis första Cadillac, en Sixty Special från 1955

Cadillac är utan tvekan musikhistoriens mest besjungna bil. Cadillac blev under 1950-talet en ikon inom rocken, en starkt bidragande orsak var en ung man från Memphis, Tennessee vid namn Elvis Presley. Omedelbart efter att han slog igenom som artist köpte han en ny Cadillac av 1955 års modell. Denna bil lackerades tämligen omgående i en rosa kulör, något som företagsledningen omedelbart tog fasta på, och införde i produktionen. Bruce Springsteen har en låt som heter just "Pink Cadillac". En annan man som flitigt skaldade om Cadillacs förträfflighet var Chuck Berry. Även det amerikanska bandet Good Charlotte sjunger om Cadillac i en av sina låtar.
Även europeiska musikgrupper och artister har besjungit om Cadillac. Den svenska popgruppen Hep Stars största hit hette just Cadillac (ursprungligen inspelad av Vince Taylor). Även bandet Broder Daniel spelade in en låt med denna titel som gavs ut på deras debutalbum Saturday Night Engine (1995). En annan musiker som kanske inte besjöng märket, men däremot använde en vit Coupe de Ville från 1959 som turnebil, var dragspelsvirtuosen Carl Jularbo. Den tyska gruppen Modern Talking hade under 1980-talet en stor hit med låten Geronimo’s Cadillac. 1988 hade C. C. Catch en hit med låten Backseat Of Your Cadillac. I det sistnämnda fallet avbildades i musikvideon just en Cadillac var lackad i rosa.

## Några Cadillacmodeller
- Cadillac Model A Runabout (1903)
- Cadillac V16 (1930–1940)

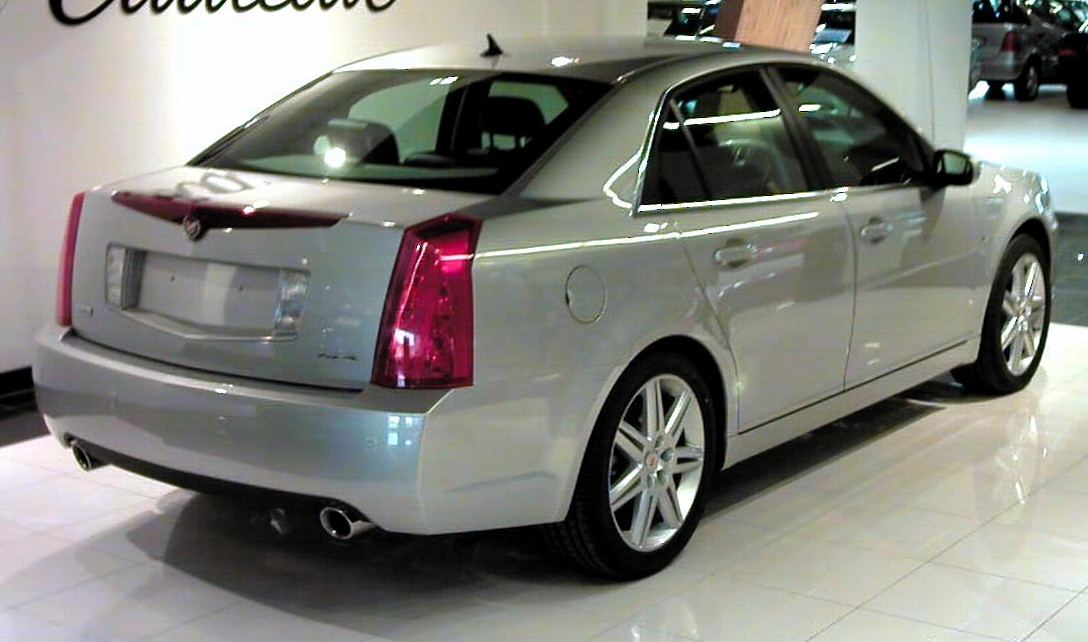
Cadillac BLS 2006

- Cadillac Sixty Special (1937–1976, 1987–1993)
- Cadillac Eldorado (1953–2002)
- Cadillac Seville (1975–2004)
- Cadillac Fleetwood (1985–1996, 1998–1999)
- Cadillac Escalade (1999–2000, 2002–)
- Cadillac CTS (2003–2019)
- Cadillac XLR (2004–2009)
- Cadillac SRX (2004–2016)
- Cadillac STS (Seville Touring Sedan) (2005–2013)
- Cadillac BLS (2006–2010) (Tillverkades av SAAB i Trollhättan.)
- Cadillac Lyriq (2022- )
- Cadillac Celestiq (2023- )